# Municipio de Liberty (Carolina del Norte)
El municipio de Liberty (en inglés: Liberty Township) es un municipio ubicado en el  condado de Randolph en el estado estadounidense de Carolina del Norte. En el año 2010 tenía una población de 5.792 habitantes.

## Geografía
El municipio de Liberty se encuentra ubicado en las coordenadas 35°51′2.49″N 79°35′38.09″O / 35.8506917, -79.5939139.